# 费鲁齐欧·兰博基尼博物馆
费鲁齐欧·兰博基尼博物馆（Museo Ferruccio Lamborghini）是一座汽车博物馆，位于意大利艾米利亚-罗马涅大区博洛尼亚省的阿尔杰拉托，距离博洛尼亚市中心只有几公里，专注于兰博基尼跑车品牌的创始人费鲁齐欧·兰博基尼的生活和工作。

## 历史
费鲁齐欧·兰博基尼博物馆成立于1995年，设于费拉拉省乡间费鲁齐欧·兰博基尼的出生地，兰博基尼卡洛尔工厂旁。2014年，他的儿子，富于创业精神和前卫性格的安东尼奥·兰博基尼决定让博物馆更靠近博洛尼亚市，并更加强调他父亲的历史和机械天才，为他奉献了一个新的展览空间，将博物馆从费拉拉省的圣阿戈斯蒂诺搬迁至位于博洛尼亚省阿尔杰拉托的新址，原来是一座兰博基尼工厂。这里收集了兰博基尼的所有工业产品。